# Damernas lättvikts-dubbelsculler i rodd vid olympiska sommarspelen 2008
Damernas lättvikts-dubbelsculler i rodd vid olympiska sommarspelen 2008 avgjordes mellan den 10 och 17 augusti 2008.

## Medaljörer
| Gren                    | Guld                                           | Silver                              | Brons                               |
| Lättvikts-dubbelsculler | Kirsten van der Kolk och Marit van Eupen (NED) | Minna Nieminen och Sanna Stén (FIN) | Tracy Cameron och Melanie Kok (CAN) |

## Resultat

### Heat

#### Heat 1
| Placering | Roddare                                | Land          | Tid     | Noteringar |
| --------- | -------------------------------------- | ------------- | ------- | ---------- |
| 1         | Kirsten van der Kolk, Marit van Eupen  | Nederländerna | 6:50,90 | SA/B       |
| 2         | Amber Halliday, Marguerite Houston     | Australien    | 6:53,23 | SA/B       |
| 3         | Renee Hykel, Jennifer Goldsack         | USA           | 6:53,32 | R          |
| 4         | Gabriela Huerta, Lila Perez Rul        | Mexiko        | 7:11,71 | R          |
| 5         | Camila Carvalho, Luciana Granato       | Brasilien     | 7:25,90 | R          |
| 6         | Natalja Voronova, Alexandra Opatjanova | Kazakstan     | 7:29,07 | R          |

#### Heat 2
| Placering | Roddare                            | Land           | Tid     | Noteringar |
| --------- | ---------------------------------- | -------------- | ------- | ---------- |
| 1         | Berit Carow, Marie-Louise Draeger  | Tyskland       | 6:51,96 | SA/B       |
| 2         | Melanie Kok, Tracy Cameron         | Kanada         | 6:54,07 | SA/B       |
| 3         | Hester Goodsell, Helen Casey       | Storbritannien | 6:55,23 | R          |
| 4         | Sanna Stén, Minna Nieminen         | Finland        | 6:56,61 | R          |
| 5         | Chrysi Biskitzi, Alexandra Tsiavou | Grekland       | 7:05,95 | R          |
| 6         | Alex White, Kirsten McCann         | Sydafrika      | 7:20,51 | R          |

#### Heat 3
| Placering | Roddare                          | Land     | Tid     | Noteringar |
| --------- | -------------------------------- | -------- | ------- | ---------- |
| 1         | Xu Dongxiang, Chen Haixia        | Kina     | 6:57,58 | SA/B       |
| 2         | Katrin Olsen, Juliane Rasmussen  | Danmark  | 6:58,63 | SA/B       |
| 3         | Misaki Kumakura, Akiko Iwamoto   | Japan    | 7:05,67 | R          |
| 4         | Yaima Velazquez, Ismaray Marrero | Kuba     | 7:13,35 | R          |
| 5         | Ko Young-Eun, Ji Yoo-Jin         | Sydkorea | 7:39,70 | R          |

### Återkval

#### Återkval 1
| Placering | Roddare                                | Land      | Tid     | Noteringar |
| --------- | -------------------------------------- | --------- | ------- | ---------- |
| 1         | Renee Hykel, Jennifer Goldsack         | USA       | 7:22,22 | SA/B       |
| 2         | Sanna Stén, Minna Nieminen             | Finland   | 7:23,80 | SA/B       |
| 3         | Misaki Kumakura, Akiko Iwamoto         | Japan     | 7:30,92 | SA/B       |
| 4         | Alex White, Kirsten McCann             | Sydafrika | 7:48,04 | FC         |
| 5         | Natalja Voronova, Alexandra Opatjanova | Kazakstan | 7:54,12 | FC         |
| 6         | Ko Young-Eun, Ji Yoo-Jin               | Sydkorea  | 8:03,51 | FC         |

#### Återkval 2
| Placering | Roddare                            | Land           | Tid     | Noteringar |
| --------- | ---------------------------------- | -------------- | ------- | ---------- |
| 1         | Hester Goodsell, Helen Casey       | Storbritannien | 7:24,27 | SA/B       |
| 2         | Chrysi Biskitzi, Alexandra Tsiavou | Grekland       | 7:24,55 | SA/B       |
| 3         | Yaima Velazquez, Ismaray Marrero   | Kuba           | 7:32,14 | SA/B       |
| 4         | Gabriela Huerta, Lila Perez Rul    | Mexiko         | 7:41,97 | FC         |
| 5         | Camila Carvalho, Luciana Granato   | Brasilien      | 7:47,53 | FC         |

### Semifinaler A/B

#### Semifinal A/B 1
| Placering | Roddare                               | Land           | Tid     | Noteringar |
| --------- | ------------------------------------- | -------------- | ------- | ---------- |
| 1         | Kirsten van der Kolk, Marit van Eupen | Nederländerna  | 7:03,87 | FA         |
| 2         | Sanna Stén, Minna Nieminen            | Finland        | 7:03,91 | FA         |
| 3         | Berit Carow, Marie-Louise Draeger     | Tyskland       | 7:04,95 | FA         |
| 4         | Katrin Olsen, Juliane Rasmussen       | Danmark        | 7:06,31 | FB         |
| 5         | Hester Goodsell, Helen Casey          | Storbritannien | 7:17,67 | FB         |
| 6         | Yaima Velazquez, Ismaray Marrero      | Kuba           | 7:30,15 | FB         |

#### Semifinal A/B 2
| Placering | Roddare                            | Land       | Tid     | Noteringar |
| --------- | ---------------------------------- | ---------- | ------- | ---------- |
| 1         | Melanie Kok, Tracy Cameron         | Kanada     | 7:10,70 | FA         |
| 2         | Xu Dongxiang, Chen Haixia          | Kina       | 7:11,59 | FA         |
| 3         | Chrysi Biskitzi, Alexandra Tsiavou | Grekland   | 7:11,99 | FA         |
| 4         | Renee Hykel, Jennifer Goldsack     | USA        | 7:12,15 | FB         |
| 5         | Amber Halliday, Marguerite Houston | Australien | 7:13,80 | FB         |
| 6         | Misaki Kumakura, Akiko Iwamoto     | Japan      | 7:16,13 | FB         |

### Finaler

#### Final C
| Placering | Roddare                                | Land      | Tid     | Noteringar |
| --------- | -------------------------------------- | --------- | ------- | ---------- |
| 1         | Gabriela Huerta, Lila Perez Rul        | Mexiko    | 7:17,21 |            |
| 2         | Alex White, Kirsten McCann             | Sydafrika | 7:20,49 |            |
| 3         | Camila Carvalho, Luciana Granato       | Brasilien | 7:22,40 |            |
| 4         | Natalja Voronova, Alexandra Opatjanova | Kazakstan | 7:32,36 |            |
| 5         | Ko Young-Eun, Ji Yoo-Jin               | Sydkorea  | 7:39,46 |            |

#### Final B
| Placering | Roddare                            | Land           | Tid     | Noteringar |
| --------- | ---------------------------------- | -------------- | ------- | ---------- |
| 1         | Katrin Olsen, Juliane Rasmussen    | Danmark        | 7:06,94 |            |
| 2         | Amber Halliday, Marguerite Houston | Australien     | 7:07,17 |            |
| 3         | Misaki Kumakura, Akiko Iwamoto     | Japan          | 7:08,49 |            |
| 4         | Renee Hykel, Jennifer Goldsack     | USA            | 7:09,02 |            |
| 5         | Hester Goodsell, Helen Casey       | Storbritannien | 7:11,24 |            |
| 6         | Yaima Velazquez, Ismaray Marrero   | Kuba           | 7:20,07 |            |

#### Final A
| Placering | Roddare                               | Land          | Tid     | Noteringar |
| --------- | ------------------------------------- | ------------- | ------- | ---------- |
|           | Kirsten van der Kolk, Marit van Eupen | Nederländerna | 6:54,74 |            |
|           | Sanna Stén, Minna Nieminen            | Finland       | 6:56,03 |            |
|           | Melanie Kok, Tracy Cameron            | Kanada        | 6:56,68 |            |
| 4         | Berit Carow, Marie-Louise Draeger     | Tyskland      | 6:56,72 |            |
| 5         | Xu Dongxiang, Chen Haixia             | Kina          | 7:01,90 |            |
| 6         | Chrysi Biskitzi, Alexandra Tsiavou    | Grekland      | 7:04,61 |            |